# Il fichissimo del baseball
Il fichissimo del baseball (一発貫太くん?, Ippatsu Kanta-kun) è un anime giapponese di 53 episodi spokon dedicato al baseball, prodotto nel 1977 dalla Tatsunoko. Il soggetto è di Tatsuo Yoshida, la regia di Hiroshi Sasagawa.

## Trama
Il giovane Kanta, il protagonista della storia, è orfano di padre e vive assieme alla madre e altri 7 tra fratelli e sorelle, oltre al cane. Lui è molto entusiasta del baseball, tuttavia la madre ancora non permette ai figli nemmeno di parlarne in quanto è fermamente convinta che il marito sia morto accidentalmente proprio a causa di questo sport.
Kanta però si allena segretamente all'alba, ed un giorno gli viene richiesto da parte d'un suo amico di giocare una partita come sostituto nella propria squadra: decide allora di formare una squadra di baseball assieme ai fratelli con la quale partecipa al campionato studentesco, dimostrando di avere la stessa stoffa del padre, un grande campione in quello stesso sport.
Riuscirà a convincere anche la madre sulle sue buone intenzioni?

## Doppiaggio
| Personaggio             | Doppiatore originale | Doppiatore italiano |
| ----------------------- | -------------------- | ------------------- |
| Kanta Tobase            | Toshiko Ota          | Massimo Corizza     |
| Jiro Tobase             | Kaneto Shiozawa      | Massimo Corizza     |
| Yokichi Tobase          | Reiko Suzuki         | Massimo Corizza     |
| Shiro Tobase            | Kazue Komiya         | Gianni Giuliano     |
| Itsuko e Mitsuko Tobase | Keiko Yokozawa       | Susanna Fassetta    |
| Hisashi                 | Kōichi Hashimoto     |                     |
|                         | Miyoko Asō           |                     |
| Juheiei Yakyu           | Tōru Ōhira           |                     |
| Hanako                  |                      | Francesca Rossiello |
| Jube il cane            | Tōru Ōhira           | Renato Montanari    |
| Shichiro Tobase         | Yô Inôe              | Renato Montanari    |
| Ichiro Tobase           | Chikako Akimoto      | Alessio Cigliano    |
| Kumiko Tobase           |                      | Beatrice Margiotti  |

## Episodi
| Nº | Titolo italiano Giapponese 「Kanji」 - Rōmaji                                        | In onda           | In onda |
| Nº | Titolo italiano Giapponese 「Kanji」 - Rōmaji                                        | Giapponese        |         |
| 1  | Il segreto di Kumiko 「とばせホーマーズ誕生」 - tobase homazu tanjō                  | 18 settembre 1977 |         |
| 2  | Una divisa per Kanta 「あこがれのユニフォーム」 - akogareno yunifomu                 | 25 settembre 1977 |         |
| 3  | I tifosi degli homers 「大奮闘！オカラ応援団」 - dai funtō! okara ōendan             | 2 ottobre 1977    |         |
| 4  | Un furgone per Kumiko 「夢のホームランカー」 - yume no homuranka                     | 9 ottobre 1977    |         |
| 5  | Le polpette di Hanako 「花子のがんばれおにぎり」 - hanako noganbareonigiri           | 16 ottobre 1977   |         |
| 6  | L'antico baseball di papà 「笑顔の父ちゃんボール」 - egao no tōchan boru             | 23 ottobre 1977   |         |
| 7  | I regolamenti di gioco 「小さなルールブック」 - chiisa na rurubukku                  | 30 ottobre 1977   |         |
| 8  | Al diavolo il baseball! 「野球なんかやめだ！」 - yakyū nankayameda!                  | 6 novembre 1977   |         |
| 9  | Battere le Volpi Argentate 「打倒！シルバーフォックス」 - datō! shirubafokkusu       | 13 novembre 1977  |         |
| 10 | Il magnifico punto di Kanta 「すばらしき一点」 - subarashiki itten                   | 20 novembre 1977  |         |
| 11 | Il difensore dei deboli 「急病！仮病？二郎の欠場」 - kyūbyō! kebyō? jirō no ketsujō  | 4 dicembre 1977   |         |
| 12 | Tutti per uno 「きょうだい三遊間」 - kyōdai sanyūkan                                 | 11 dicembre 1977  |         |
| 13 | Una educazione per Itsuko 「モテモテ貫太の悩み」 - motemote kan ta no nayami         | 18 dicembre 1977  |         |
| 14 | Il colpo di fulmine 「男だ！野球十兵衛」 - otoko da! yakyū jūbee                     | 25 dicembre 1977  |         |
| 15 | Il tema di Kanta 「ひとりぼっちのエース」 - hitoribocchino esu                       | 1º gennaio 1978   |         |
| 16 | La finta malattia di Jiro 「噂の名人バット安」 - uwasa no meijin batto an            | 8 gennaio 1978    |         |
| 17 | Un ricordo in frantumi 「あこがれの甲子園」 - akogareno kōshien                      | 15 gennaio 1978   |         |
| 18 | Un campione ritrovato 「グランドキーパーのほこり」 - gurandokipa nohokori            | 22 gennaio 1978   |         |
| 19 | Il vecchio guardiano 「もどれ十兵衛!九番打者」 - modore jūbee! kyū ban dasha         | 29 gennaio 1978   |         |
| 20 | Un pericolo per Jube 「青い眼のリリーフ投手」 - aoi me no ririfu tōshu               | 5 febbraio 1978   |         |
| 21 | L'amico Bob 「恐怖のデッドボール」 - kyōfu no deddoboru                              | 12 febbraio 1978  |         |
| 22 | Un incidente di gioco 「六子の特訓志願」 - roku ko no tokkun shigan                  | 19 febbraio 1978  |         |
| 23 | Gli errori di Mitsuko 「母ちゃんは名監督」 - kaachan ha meikantoku                   | 26 febbraio 1978  |         |
| 24 | La scommessa 「野球仮面あらわる！」 - yakyū kamen arawaru!                           | 5 marzo 1978      |         |
| 25 | Uno strano allenatore 「スカウトが来た」 - sukauto ga kita                           | 12 marzo 1978     |         |
| 26 | L’idolo del baseball 「貫太VSガキ大将」 - kan ta vs gaki taishō                      | 19 marzo 1978     |         |
| 27 | Una vacanza movimentata 「ワンマン美少女投手」 - wanman bishōjo tōshu                | 26 marzo 1978     |         |
| 28 | Il sogno di Tomoe 「これが男の野球道」 - korega otoko no yakyū michi                 | 2 aprile 1978     |         |
| 29 | Un ricordo per Kumiko 「思い出のグラウンド」 - omoide no guraundo                    | 9 aprile 1978     |         |
| 30 | Ritorno a Izo 「傷だらけの勝利」 - kizu darakeno shōri                               | 16 aprile 1978    |         |
| 31 | Una vittoria per Yochichi 「友情の大ファール」 - yūjō no dai faru                    | 23 aprile 1978    |         |
| 32 | Una prova di coraggio 「ホーマーズ二軍落ち」 - homazu nigun ochi                     | 30 aprile 1978    |         |
| 33 | I figli del campione 「ナゾの名コーチ」 - nazo no mei kochi                          | 7 maggio 1978     |         |
| 34 | Una lezione per Kanta 「四郎のマイコン野球」 - shirō no maikon yakyū                 | 14 maggio 1978    |         |
| 35 | Baseball e computer 「父ちゃんのピンチヒッター」 - tōchan no pinchihitta             | 21 maggio 1978    |         |
| 36 | Uno strano equivoco 「七郎のスイッチヒッター」 - shichirō no suicchihitta            | 28 maggio 1978    |         |
| 37 | Una prova per Shichiro 「花子のスコアブック」 - hanako no sukoabukku                 | 4 giugno 1978     |         |
| 38 | La partenza di Hanako 「おしかけ名コーチの秘密」 - oshikake mei kochi no himitsu     | 11 giugno 1978    |         |
| 39 | Il vecchio campione 「日本一のブルペン捕手」 - nippon'ichi no burupen hoshu          | 18 giugno 1978    |         |
| 40 | Kanta cambia squadra 「ホーマーズ解散!?」 - homazu kaisan!?                          | 25 giugno 1978    |         |
| 41 | Gli Homers cercano lavoro 「行くぞ!武者修行」 - iku zo! mushashugyō                  | 2 luglio 1978     |         |
| 42 | Shiro è fuori squadra 「うばわれたポジション」 - ubawareta pojishon                  | 9 luglio 1978     |         |
| 43 | Un incontro... tempestoso 「焼津港のプレイボール」 - yaidu minato no pureiboru       | 16 luglio 1978    |         |
| 44 | Il viaggio continua... 「那智滝のカラス天狗」 - nachi taki no karasu tengu           | 23 luglio 1978    |         |
| 45 | Un nuovo amico 「土佐に生きていた父ちゃん」 - tosa ni iki teita tōchan               | 30 luglio 1978    |         |
| 46 | Volere è potere 「瀬戸の野球道場」 - seto no yakyū dōjō                              | 6 agosto 1978     |         |
| 47 | Ryochichi presidente 「宿命！秋吉台の対決」 - shukumei! akiyoshidai no taiketsu      | 13 agosto 1978    |         |
| 48 | Un imbroglio a fin di bene 「阿蘇最後の武者修行」 - aso saigo no mushashugyō         | 20 agosto 1978    |         |
| 49 | L’incontro decisivo 「決戦！東京代表戦」 - kessen! tōkyō daihyō sen                  | 27 agosto 1978    |         |
| 50 | Inizia il campionato! 「本大会！激突兄妹チーム」 - hontaikai! gekitotsu kyōdai chimu | 3 settembre 1978  |         |
| 51 | Contestazioni per Jube 「ホーマーズ出場停止!?」 - homazu shutsujōteishi!?            | 10 settembre 1978 |         |
| 52 | Mossa a sorpresa 「準決勝意外なヒーロー」 - junkesshō igai na hiro                   | 17 settembre 1978 |         |
| 53 | L'ultima sfida 「白球よ！大空高く」 - shiro tama yo! oozora takaku                   | 24 settembre 1978 |         |

## Sigla
La sigla italiana Il fichissimo del baseball è stata scritta da Riccardo Zara (1985) e cantata da I Cavalieri del Re.